# كونراد هال وادينجتون
كونراد هال وادينجتون (بالإنجليزية: Conrad Hal Waddington)‏ ‏(8 نوفمبر 1905 - 26 سبتمبر 1975) هو عالم أحياء بريطاني بالإضافة إلى أنه فيلسوف وعالم أجنة وعالم أحياء قديمة وعالم وراثة. يُعتبر مؤسس علم أنظمة الأحياء. ولديه اهتمامات أخرى تشمل الرسم والشعر، كما لديه ميول يسارية في السياسة. في كتابه «الموقف العلمي» (The Scientific Attitude) سنة 1941 تطرق إلى مواضيع سياسية مثل التخطيط المركزي وأشاد بالماركسية باعتبارها «فلسفة علمية عميقة».

## روابط خارجية
- كونراد هال وادينجتون على موقع الموسوعة البريطانية (الإنجليزية)